# Barbagastrura palpigera
Genre
Espèce
Barbagastrura palpigera, unique représentant du genre Barbagastrura, est une espèce de collemboles de la famille des Hypogastruridae.

## Distribution
Cette espèce se rencontre en Amérique.

## Publication originale
- Massoud, Najt & Thibaud, 1975 : Description d'un nouveau genre de Collembole de la Jamaïque. Considérations sur le labium des arthropleones. Nouvelle Revue d'Entomologie, vol. 5, no 2, p. 111-117.